# Эстли, Рик
Ри́чард Пол (Рик) Э́стли (англ. Richard Paul «Rick» Astley; род. 6 февраля 1966, Ньютон-Ле-Виллоус, Ланкашир (ныне — Мерсисайд)) — британский певец, музыкант и автор-исполнитель. Ещё в 1980-х годах Эстли прославился исполнением танцевальной музыки. Примечателен своим глубоким голосом-баритоном, похожим на оперный. Его самая известная песня «Never Gonna Give You Up» пробыла 5 недель на вершине британских чартов, а в 2007 году породила интернет-мем «рикроллинг».
В 1986—1989 годах Рик Эстли выпустил два успешных альбома в стилях диско и данс-поп, после чего решил заняться соулом. Его дальнейшее творчество имело ограниченный успех, и в 1993 году он прервал карьеру, чтобы проводить больше времени с семьёй. Возобновил карьеру спустя пять лет и к 2001 году записал новый альбом, с тех пор периодически выступает с концертами по всему миру. В 2008 году выиграл премию MTV Europe Music Awards в номинации «Лучший исполнитель всех времен» благодаря интернет-кампании в его поддержку, но на награждение не явился.
В 2016 году записал новый альбом, в честь 50-летия музыканта получивший название 50. Альбом был тепло воспринят публикой и занял первое место в чартах Великобритании.

## Биография и творчество

### Ранние годы
Ричард Пол Эстли родился 6 февраля 1966 года в Ньютон-Ле-Виллоусе и был четвёртым ребёнком в семье фермера. Родители Рика развелись, когда ему было 5 лет, и Рик остался на попечении отца. В возрасте 10 лет он начал петь в местном церковном хоре, хотя, по его словам, взят он был «как и все, кто мог петь». Во время обучения в школе Рик Эстли основал несколько местных групп и был их барабанщиком; в число этих коллективов входила и хард-рок-группа Give Way, где он познакомился с Дэвидом Моррисом. После окончания школы Эстли устроился водителем в отцовскую сельскохозяйственную фирму, а по вечерам играл на барабанах в местном клубе.

### Музыкальная карьера

#### Начало карьеры

Рик Эстли (второй слева) в составе группы FBI

В 1985 году Рик Эстли стал выступать в составе местного соул-коллектива FBI в качестве ударника. Позднее, когда коллектив оставили вокалист и Моррис, решивший сконцентрироваться на карьере парикмахера, Рик стал вокалистом группы. В это время его заметил продюсер Пит Уотермен, который предложил Эстли переехать в Лондон для работы на его студии под лейблом RCA Records. Там под руководством Майка Стока, Мэтта Эйткена и Пита Уотермена, более известных, как SAW, Эстли обучился студийной работе и подготовился к дальнейшей сценической карьере. Причиной, по которой он участвовал только в записях, по его словам, была невозможность побороть боязнь сцены.
Первой записанной песней Эстли стала в дальнейшем малоизвестная композиция «When You Gonna», выпущенная совместно с Лизой Картер. Песня практически не раскручивалась и не участвовала в чартах.

#### Успех
Первой самостоятельной работой Эстли стал выпущенный к новому 1987 году сингл «Never Gonna Give You Up», сразу же принесший исполнителю международный успех. Он провёл пять недель на вершине британских чартов и стал самым кассовым синглом года. Композиция возглавила чарты в 24 странах, включая США, Австралию и Германию. «Never Gonna Give You Up» в 1988 году выиграла премию BRIT Awards в номинации «Best British single», а её клип на видеохостинге YouTube на август 2021 года собрал более 1 миллиарда просмотров, что объясняется распространением интернет-мема «Rickrolled».
Следующий сингл Эстли — «Whenever You Need Somebody» — был выпущен к октябрю того же года. Композиция является переработкой одноимённой песни SAW, записанной в 1985 году. Сингл повторил успех предыдущего, заняв первые места в чартах 7 стран, в том числе Германии и Швеции, а в Великобритании он достиг третьей строчки.
В ноябре 1987 года был выпущен альбом Whenever You Need Somebody. Он получил первые позиции в чартах Великобритании и Австралии, в США альбом занял десятую строчку, в Канаде и Великобритании альбом стал платиновым, в США — дважды платиновым. Всего в мире было продано 15,2 млн копий альбома.
В декабре того же года Эстли выпустил кавер-версию песни Нэта Кинг Коула «When I Fall in Love». Композиция была одним из претендентов на звание «Рождественского хита № 1». Следующий сингл, «Together Forever», изданный в 1988 году, был более популярен по другую сторону Атлантики, где достиг первой строчки в Billboard Hot 100, в Великобритании же его оттеснила на вторую строчку Кайли Миноуг. В 1989 году песня была номинирована на «Грэмми», но премию получила Трейси Чэпмен. Пятый сингл «It Would Take a Strong Strong Man» был по стилю ближе к соулу и выпущен только для Северной Америки. Он занял первое место в чартах Канады и десятое в Billboard Hot 100. В период между дебютом и этим синглом Эстли был самым продаваемым исполнителем мира, в Великобритании первые полгода карьеры он был в списке Топ-40 еженедельно.
Пожар в студии PWL в 1988 году уничтожил большую часть записей, в результате чего релиз второго альбома Эстли был отложен до января 1989 года. В альбом Hold Me in Your Arms вошли пять синглов, он достиг восьмой строчки чарта в Великобритании, где получил статус платинового, и 19-й строчки в США, где стал золотым. Пресса с момента выпуска нового альбома отзывалась об Эстли негативно, что снизило продажи синглов.
В декабре 1989 года Рик Эстли провёл международный тур, посетив в его ходе 15 стран, а в конце турне объявил, что устал, хочет попробовать раскрыть себя в музыке по-другому и поэтому расстаётся с продюсерской компанией SAW и лейблом RCA Records. После этого он решил перейти к соулу. Его третий альбом — Free был выпущен в 1991 году в сотрудничестве со многими известными музыкантами, в том числе Элтоном Джоном. В том же году его песня Cry for Help достигла седьмой строчки чартов Великобритании и США, два же других сингла с нового альбома были не так успешны. В целом, альбом Free отметил конец успеха Рика Эстли.
Следующий альбом Эстли — Body and Soul, выпущенный им в 1993 году в стиле Adult contemporary, не раскручивался, так как к моменту его выхода Рик принял решение закончить карьеру. По той же причине альбом отсутствовал в чартах Великобритании, хоть и попал в Billboard 200, заняв 182-е место. Два сингла альбома — «The Ones You Love» и «Hopelessly» — заняли соответственно 19-е и 4-е места в чарте в США. BMI Awards назвала «Hopelessly» одной из самых исполняемых песен в 1994 году — это была одна из немногих песен, достигших миллиона проигрываний на радио.

#### Окончание карьеры
В 1993 году Рик Эстли решил отказаться от музыкальной карьеры в пользу семьи. В это время он занялся воспитанием дочери Эмили, родившейся в 1992 году, и пресса полностью потеряла к нему интерес. В этот период он принял участие в написании песни «Mission Statement» для бывшего певца Marillion — Фиша. Песня попала в альбом Raingods with Zippos, выпущенный в 1999 году.

#### Возвращение на сцену

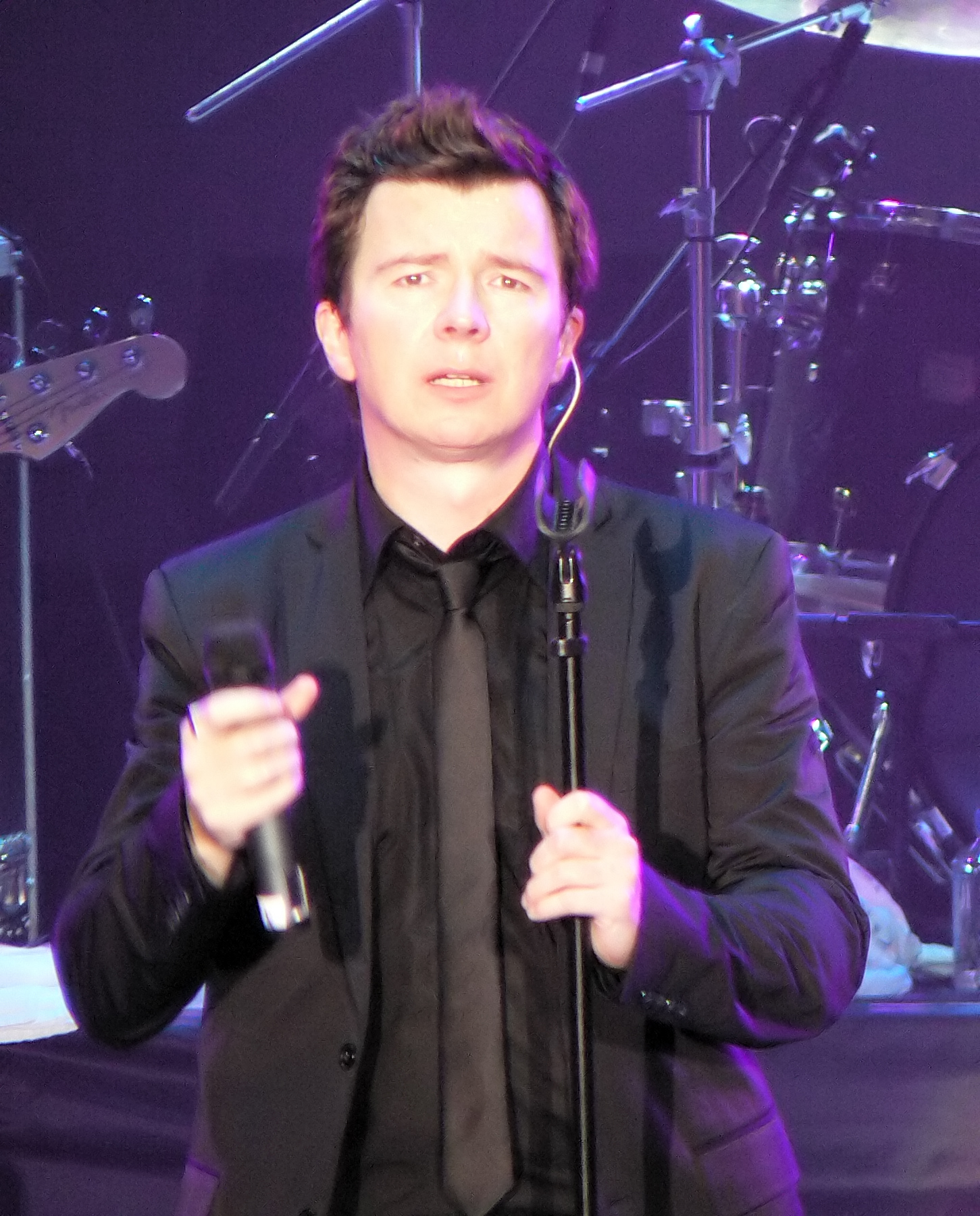
Выступление в Сингапуре, 2008 год

К 1998 году Рик Эстли решил вернуться к творчеству под лейблом Polydor Records и к декабрю 2001 года записал альбом Keep It Turned On. Альбом был выпущен только на территории континентальной Европы. Одна из песен с альбома — «Sleeping» — стала клубным хитом благодаря ремиксам Тодда Терри.
В 2002 году был выпущен сборник хитов Рика Эстли. Он достиг 16-й позиции в UK Albums Chart. Без какой-либо раскрутки было продано более 100 тысяч копий альбома, за что Британская ассоциация производителей фонограмм присвоила ему статус золотого. В 2004 году Эстли по контракту с Sony BMG совершил первое турне за 14 лет.
В марте 2005 года вышел альбом Portrait, большей частью состоящий из кавер-версий известных композиций. Результат не понравился как продюсерам, так и самому Рику, так что альбом мало раскручивался.
В апреле 2008 года Sony BMG выпустили новый альбом-сборник песен Рика Эстли — The Ultimate Collection: Rick Astley. Сборник занял 17-е место в списке Топ-40. В сентябре того же года Рик Эстли был номинирован на MTV Europe Music Awards в номинации «Лучший исполнитель всех времён». Эстли получил премию во многом благодаря интернет-кампании, организованной его фанатами на волне популярности мема «Rickrolled», но на награждение не явился. Премию от его имени получил блогер Перес Хилтон.

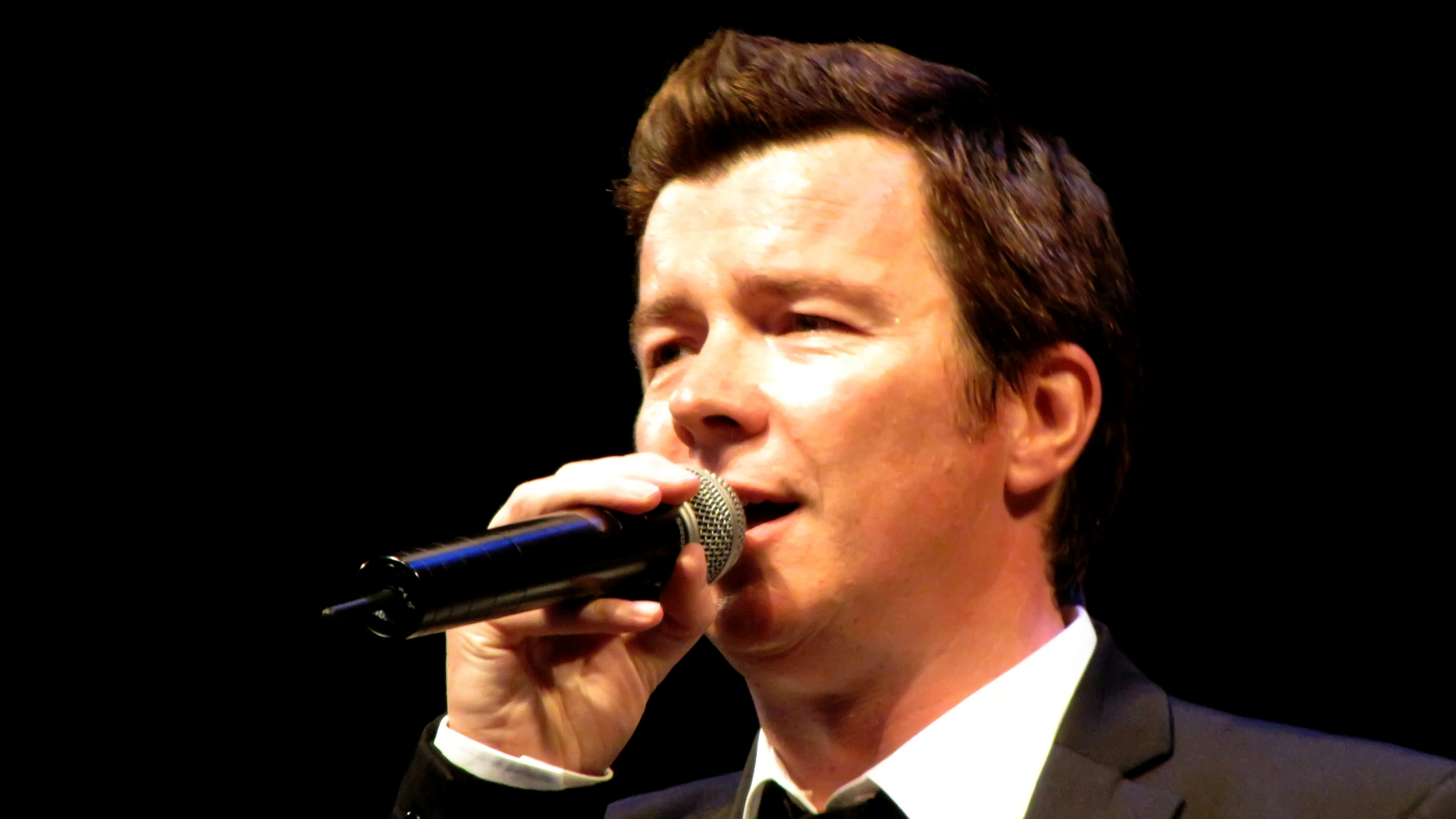
Выступление в Дании, 2009 год

В течение конца 2000-х годов Эстли выступал по всему миру с другими звёздами сцены 1980-х, таких как Бой Джордж и Белинда Карлайл. В апреле 2009 года он стал автором статьи в журнале Time про основателя сайта 4chan. C 27 апреля по 22 мая 2010 года Рик Эстли принял участие как приглашённый исполнитель в туре Питера Кея, после которого записал новый сингл «Lights Out» под собственным лейблом.
Летом 2010 года Эстли стал диджеем воскресного шоу на Magic FM в Лондоне. Изначально контракт был подписан на восемь недель, но, когда шоу стало популярным, его продлили до конца года. В декабре того же года Эстли стал соведущим Утреннего шоу Криса Эванса на BBC Radio 2, а в марте 2011 года появился в телемарафоне организации «Разрядка смехом».
6 апреля 2016 года Эстли выпустил новый сингл «Keep Singing», что сразу же породило слухи о подготовке к выпуску нового альбома. Сообщалось, что новый альбом будет называться 50 в честь юбилея певца. Эта же информация была в описании клипа на YouTube-канале певца, на 11 апреля имеющего более двух миллионов просмотров. 13 мая Рик выпустил второй сингл — «Angels On My Side», а 10 июня вышел сам альбом. Новый альбом сразу занял первое место в чарте Великобритании. 20 августа 2017 года, во время тура в поддержку альбома музыкант исполнил рок-версию Never Gonna Give You Up вместе с Foo Fighters.
13 июля 2018 года певец выпустил новый альбом «Beautiful Life», первый одноимённый сингл которого вышел ещё 1 июня. 25 октября 2019 года он выпустил ещё один альбом — «The Best of Me», первый сингл которого — «Every One of Us» — вышел в сентябре.

## Личная жизнь
Рик Эстли женат на Лене Босейджер, с которой он познакомился в 1988 году, в период её работы промоутером в RCA. Позднее Босейджер стала кинопродюсером; её фильм «Возврат» был номинирован на премию «Оскар» в номинации «За лучший короткометражный фильм». В 1992 году у пары родилась дочь Эмили.
На 2008 год семья Эстли проживала в пригороде Лондона Ричмонде, в 2018 году — в городе Молси, графство Суррей. Их дочь на тот момент жила в Дании.

## Отзывы критиков
Начальный период творчества Эстли в стилях диско и данс-поп критиками преимущественно оценивается положительно, как и его новые выступления с хитами того периода. При этом опрос читателей журнала Rolling Stone, проведённый осенью 2011 года, поставил его композицию «Never Gonna Give You Up» на 10-е место в списке десяти самых плохих песен 1980-х годов, вероятно, из-за распространения интернет-мема «Rickrolled».
Самого артиста оценивали по-разному. На пике его успеха его называли «марионеткой SAW», несмотря на то что тексты своих песен он писал самостоятельно. В конце 1980-х годов журнал People писал, что именно Эстли вместе с Кайли Миноуг обеспечивали успех этой фирмы. Критики журнала People также называют Эстли в числе самых ярких представителей романтической поп-сцены 1980-х годов, хотя его танец они назвали «бледной имитацией» движений Майкла Макдональда. Некоторые музыкальные издания и критики отмечали приятный голос Эстли, заставляющий возвращаться к прослушиванию его композиций раз за разом.

Это было как будто ты слышишь 40-летнего чёрного мужчину, а видишь перед собой этого белокожего 19-летнего прыщавого мальчишку.
Оригинальный текст (англ.)It was like hearing a 40-year-old black man while seeing this 19-year-old white pimply kid
— Пит Уотермен

## Дискография
Дискография Эстли включает в себя 9 студийных альбомов, 12 сборников, 2 альбома ремиксов. Рик также издал 22 сингла, участвовал в издании 5 совместных альбомов. На 14 из его композиций были выпущены видеоклипы, а 8 его песен стали саундтреками для 8 фильмов, причём в трёх из них звучала песня «Never Gonna Give You Up».